# Наші божевільні роки
«Наші божевільні роки» (фр. Nos années folles) — французький драматичний фільм 2017 року, поставлений режисером Андре Тешіне. Світова прем'єра стрічки відбулася на 70-му Каннському міжнародному кінофестивалі (2017), де вона брала участь в позаконкурсній програмі.

## Сюжет
Фільм розповідає історію життя Поля Граппа, який, після поранення на фронтах Першої світової війни, стає дезертиром. Його дружина Луїза, щоб сховати чоловіка, маскує його під жінку. У Парижі буремних 1920-х років Поль стає Сюзанною. У 1925 році, ставши нарешті амністованим, «Сюзанна» спробує знову стати Полем.

## У ролях
| • П'єр Деладоншам       | … | Поль Грапп / «Сюзанна» |
| • Селін Саллетт         | … | Луїза Грапп            |
| • Грегуар Лепренс-Ренге | … | Шарль де Лоза          |
| • Мішель Фо             | … | Самюель                |
| • Клотильда Ле Рой      | … | Арлетт                 |
| • Антоні Бажон          | … | малий Вогубер          |

## Знімальна група
- Автори сценарію — Седрік Анже, Андре Тешіне
- Режисер-постановник — Андре Тешіне
- Продюсери — Лоран Петен, Мішель Петен
- Оператор — Жульєн Ірш
- Композитор — Алексіс Ролт
- Монтаж — Альбертіна Ластера
- Художник-постановник — Катя Вишкоп
- Художник з костюмів — Паскалін Шаванн
- Підбір акторів — Мішель Насрі